# 庄永竞
庄永竞（1949年—），男，广东揭西人，香港企业家，被称为“洋参丸大王”。曾任第八届全国政协委员。